# هنري وايت (محامي)
هنري سيمونز وايت (بالإنجليزية: Henry S. White) محامي ودبلوماسي أمريكي، عُرف بشغله منصب سفير الولايات المتحدة لدى بوليفيا خلال أوائل القرن العشرين.

## الحياة الدبلوماسية
تم تعيين هنري س. وايت سفيراً فوق العادة ومفوضاً للولايات المتحدة لدى بوليفيا بتاريخ 20 مارس 1901، وذلك خلال فترة رئاسة الرئيس الأمريكي ويليام ماكينلي، وقدم أوراق اعتماده رسمياً إلى الحكومة البوليفية في 24 يونيو 1901.
خلال فترة عمله القصيرة في بوليفيا، مثّل وايت المصالح الدبلوماسية والسياسية للولايات المتحدة، وشهدت فترة عمله تواصلاً دبلوماسياً بين البلدين في مرحلة كانت بوليفيا تمر فيها بتحولات داخلية. ورغم عدم توفر تفاصيل موسعة عن إنجازاته أثناء توليه المنصب، إلا أن وجوده ضمن قائمة السفراء المعتمدين يدل على إسهامه في الحفاظ على العلاقات الثنائية بين الولايات المتحدة وبوليفيا.
انتهت خدمته الدبلوماسية في هذا المنصب بتاريخ 8 مايو 1902، ليخلفه في المنصب السفير ويليام ل. مايريك (William L. Merry).